# ولسوالی فیض‌آباد (ولایت جوزجان)
ولسوالی فیض‌‌آباد به مرکزیت شهر سانسیز یی از ولسوالی‌های ولایت جوزجان در شمال افغانستان است که از غرب با ولسوالی آقچه، از شمال با ولسوالی مردیان، از شرق با ولایت بلخ و از جنوب با ولایت سرپل هم مرز است جمعیت آن در سال ٢٠٢٠ میلادی، ۴٧٬٣٠٢ نفر اعلام شده‌است. مرکز ولسوالی روستای فیض‌آباد است. در بخش شمالی ولسوالی، چند مایلی شمال جاده اصلی شبرغان - مزار شریف واقع شده است.

## منبع‌ها
1. ↑  «برآورد نفوس کشور:١٣٩٩» (PDF). اداراه احصائیه مرکزی افغانستان. ٢٨ می ٢٠٢٠. بایگانی‌شده از اصلی (PDF) در ۳ ژوئیه ۲۰۲۰. دریافت‌شده در ٢٨ می ٢٠٢١.
2. ↑   «جمعیت‌شناسی و جمعیت ولایت جوزجان» (PDF). هیئت معاونیت ملل متحد در افغانستان. وزارت احیا و انکشاف دهات افغانستان. دریافت‌شده در ۱۲-۱۲-۱۳۹۰. تاریخ وارد شده در |تاریخ بازدید= را بررسی کنید (کمک)